# Hamhŭng
Hamhŭng (en coréen : 함흥, /ham.ɦɯŋ/) est une ville nord-coréenne. Elle est le chef-lieu de la province du Hamgyong du Sud, au nord-est de la Corée du Nord. En 2005, sa population s'élevait à 874 000 habitants. Hamhŭng est la deuxième ville la plus peuplée de Corée du Nord après la capitale Pyongyang.
Traversée par le fleuve Songchon, la ville est un centre ferroviaire, routier et aéroportuaire. Fortement affectée par la guerre de Corée – où des combats violents ont eu lieu en octobre 1950 – Hamhung a été rapidement reconstruite après la fin de la guerre en 1953.

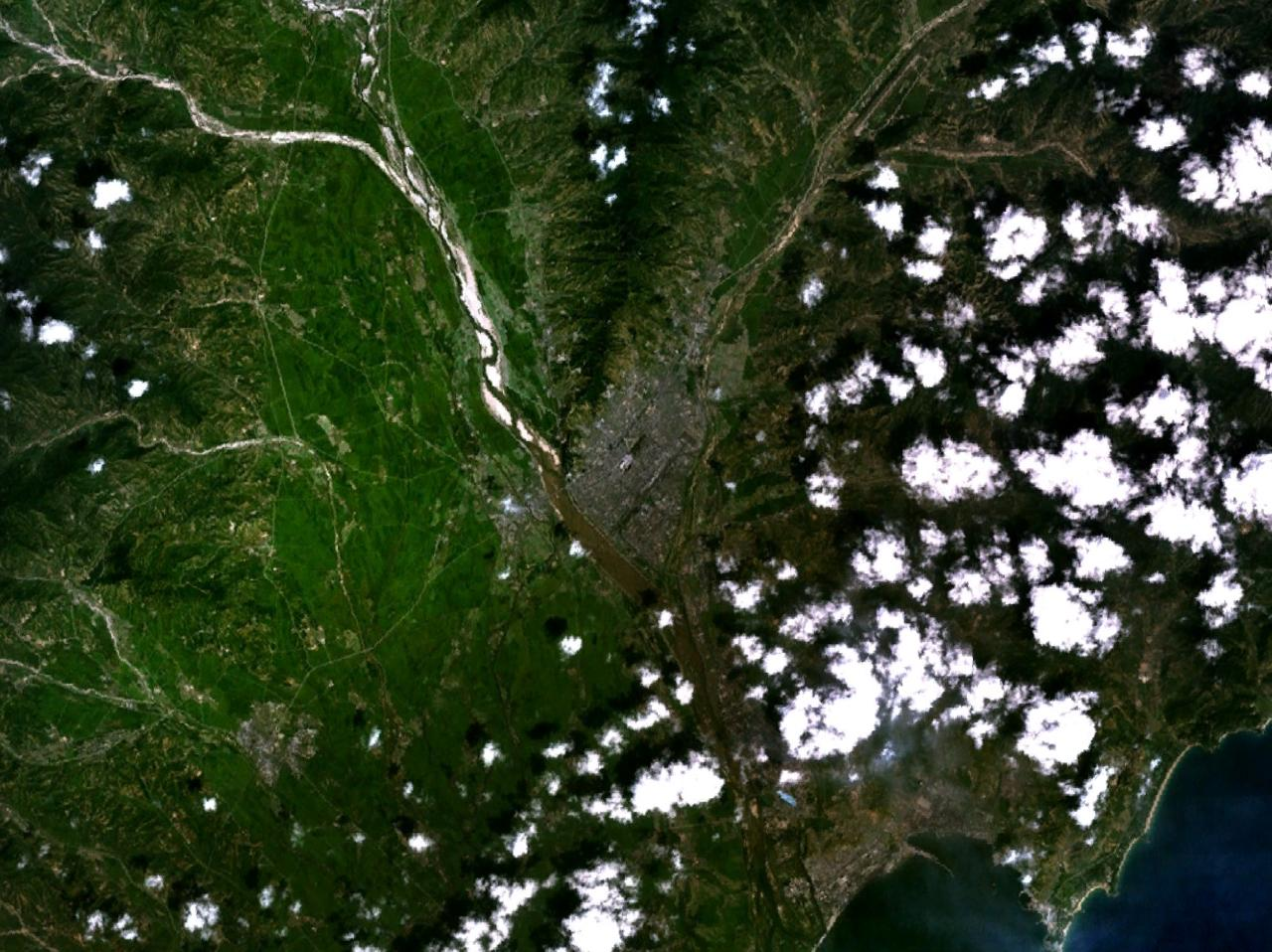
Vue satellite de Hamhung

La ville s'est fortement spécialisée dans l'industrie chimique. Elle abrite la principale usine du pays de production d'une fibre textile, le vinalon, laquelle a permis de vêtir des générations de Coréens selon Philippe Pons du quotidien Le Monde.
Hamhung abrite une branche de l'académie nationale des sciences. Ses universités sont spécialisées dans la chimie et la médecine.
Le quartier-général de la Flotte de l'Est de la Marine populaire de Corée se situe à Toejo-Dong près de la ville.
La ville est le siège d'un diocèse catholique, mais la doctrine du Juche proscrit la religion, ce qui a poussé l'évêque de Hamhŭng à se retirer en Corée du Sud. Le siège épiscopal est actuellement vacant depuis janvier 2010.

## Tourisme

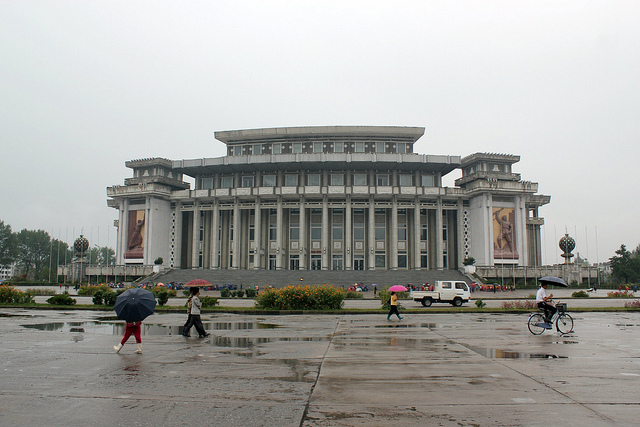
Le grand théâtre de Hamhŭng

Les touristes peuvent séjourner à l'hôtel Majon et se restaurer au restaurant Sinhung.
Hamhung abrite un musée d'histoire, le stade de Hamhung et le grand théâtre de Hamhung ouvert depuis 1984, qui est le plus grand de la Corée du Nord.
Le pont du fleuve Songchon à l'estuaire du fleuve.
Dans les environs, il y a également le Mont Tonhung.

## Divisions administratives
La ville de Hamhŭng est constituée d'au moins six arrondissements (ou cantons) (Kuyŏk), qui à leur tour sont subdivisés en quartiers (tong) et/ou en villages (ri).
- Fleuve Sŏngchŏn (성천강구역 ; 城川江區域)
- Haean (해안구역 ; 海岸區域)
- Hoesang (회상구역 ; 会上區域)
- Hŭngdŏk (흥덕구역 ; 興德區域)
- Hŭngnam (흥남구역 ; 興南區域)
- Sap'o (사포구역 ; 沙浦區域)
- Mont Tonghŭng (동흥산구역 ; 東興山區域)

## Transports
Il y a deux lignes de trolleybus, la ligne de train à voie étroite Soho fonctionnant comme ligne urbaine, et les chemins de fer d'état.

## Jumelages
| Ville | Ville    | Pays | Pays  | Période                |
| ----- | -------- | ---- | ----- | ---------------------- |
|       | Shanghai |      | Chine | depuis le 18 juin 1982 |

## Personnalités
- Park Yeonhee (1918-1980), écrivain, y est né.